# امره گونگور
امره گونگور (انگلیسی: Emre Güngör؛ زادهٔ ۱ اوت ۱۹۸۴) بازیکن فوتبال اهل ترکیه است.
از باشگاه‌هایی که در آن بازی کرده‌است می‌توان به باشگاه فوتبال آنتالیااسپور، باشگاه فوتبال غازی عینتاب‌اسپور، باشگاه فوتبال گالاتاسرای، باشگاه فوتبال آنکاراگوچو، باشگاه فوتبال کاردمیر قره‌بوک‌اسپور، و باشگاه فوتبال اسکی‌شهراسپور اشاره کرد.
وی همچنین در تیم‌های ملی فوتبال جوانان ترکیه، Turkey national under-17 football team، جوانان ترکیه، Turkey national under-19 football team، زیر ۲۱ سال ترکیه، و ترکیه بازی کرده‌است.